# Konjaku hyakki shūi
Konjaku hyakki shūi (今昔百鬼拾遺, Supplément aux cent démons du présent et du passé) est le troisième livre de l'artiste japonais Toriyama Sekien de la série Gazu hyakki yagyō, publié vers 1781. Ces ouvrages sont des bestiaires surnaturels, collections de fantômes, d'esprits, d'apparitions et de monstres, dont beaucoup proviennent de la littérature, du folklore et d'autres arts japonais. Ces œuvres ont exercé une profonde influence sur l'imagerie yōkai ultérieure au Japon.

## Liste des créatures
Les trois volumes sont intitulés Nuage (雲), Brume (霧) et Pluie (雨).

### Premier volume:Nuage

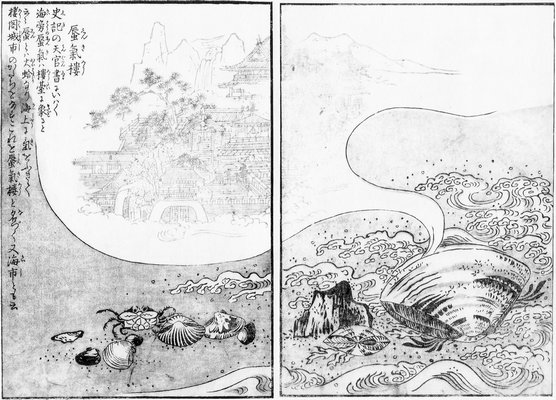
Shinkirō (蜃気楼?, « mirage ») est une palourde qui a grandi hors de proportions à tel point qu'elle remonte à la surface de la mer et respire un mirage des villes lointaines[1].
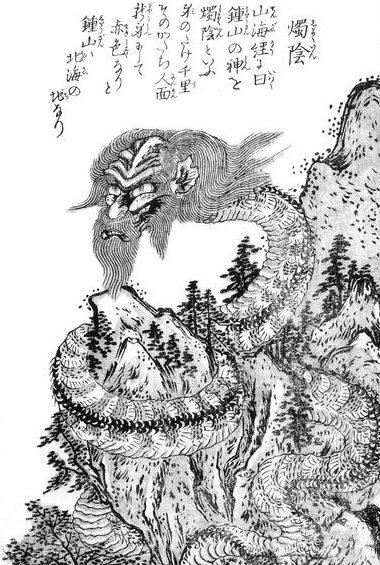
Shokuin (燭陰?) est l'esprit de la montagne Pourpre de Chine. Il apparaît sous la forme d'un dragon rouge à visage humain, haut de mille ri[2].
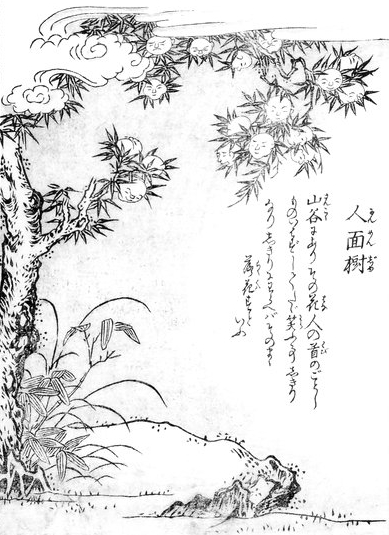
Jinmenju (人面樹?, « arbre à visage humain ») est un arbre qui pousse dans les cavités des montagnes reculées, avec des fleurs qui ressemblent à des visages humains. Ces visages sont toujours souriants, même lorsqu'ils chutent des branches[3].
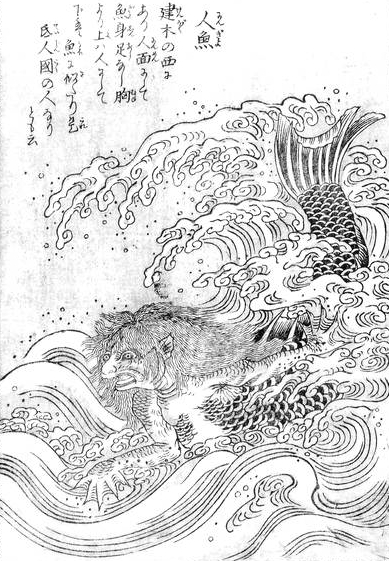
Ningyo (人魚?, « poisson-humain » ou « sirène ») est une créature marine qui est représentée avec une figure humaine et une queue de poisson[4].
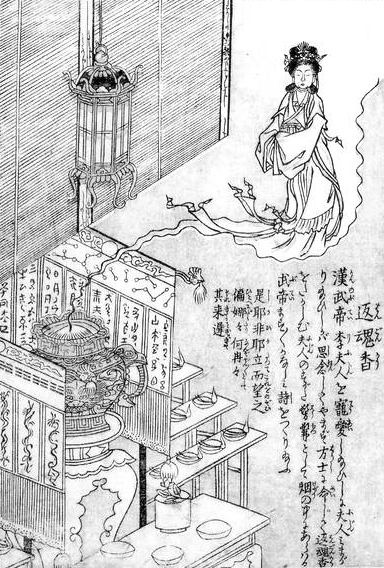
Hangonkō (返魂香, 反魂香?) est un encens magique qui peut évoquer l'esprit des morts[5].
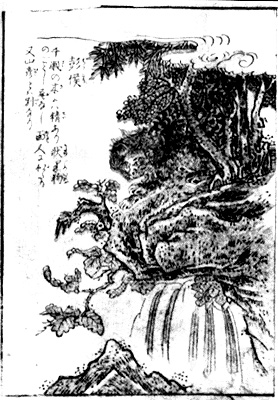
Hōkō (彭侯?) est un esprit qui vit dans un arbre vieux de mille ans. Il ressemble à un chien noir à visage humain et sans queue[6].
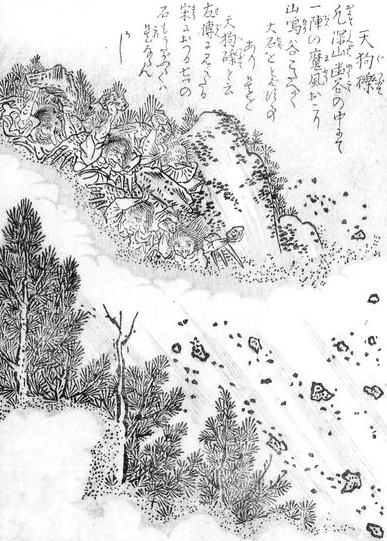
Tengutsubute (天狗礫?, « tengu lance des pierres ») est un phénomène au cours duquel les pierres sont soudainement lancées dans les airs quelque part profondément dans les montagnes. On pense qu'il s'agit de l’œuvre du tengu[7].
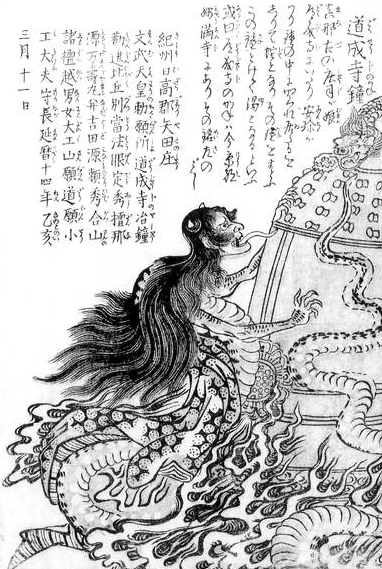
Dōjōjinokane (道成寺鐘?, « la cloche du temple de Dōjōji ») est la cloche qu'a fondue Kiyohime, une femme tombée amoureuse d'une jeune prêtre, qui par la rage de l'amour non partagé, devient un terrible démon serpent. Quand le prêtre s'enfuit et se cache sous la cloche du temple, le serpent entoure la cloche et se consume de rage, elle et son impossible amant[8].
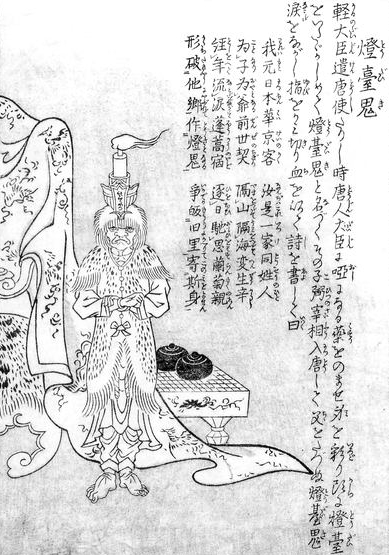
Tōdaiki (灯台鬼?, « démon à la bougie ») est un homme devenu muet qui doit boire une potion et qui a une bougie plantée sur sa tête. « Todaiki » est devenu son surnom[9].
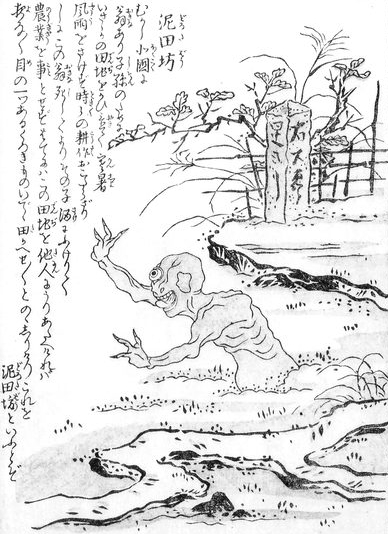
Dorotabō (泥田坊?, « le bouseux des champs de riz ») est le fantôme d'un vieil homme qui a travaillé dur pour transmettre ses champs de riz à ses descendants. Ses enfants ont gaspillé les champs et les ont vendus à autrui, alors le vieil homme apparaît dans les champs sous forme de créature noire et borgne implorant que ses champs soient retournés[10].
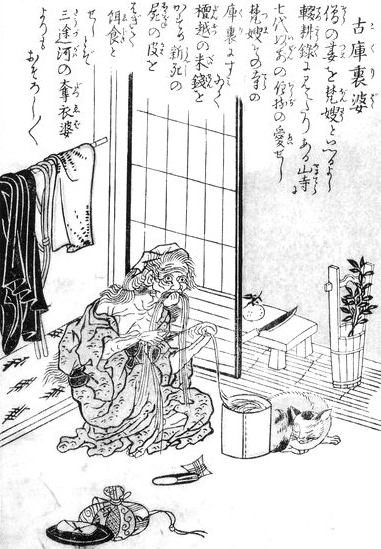
Kokuribaba (古庫裏婆?, « sorcière des quartiers du vieux prêtre ») est une femme venue au temple de la montagne et qui est appelée la femme du grand prêtre, parce qu'elle habite dans ses quartiers. Elle vole du riz et de l'argent des gens qui se rendent au temple et en punition, devient une terrible sorcière démon qui mange la peau des cadavres[11].
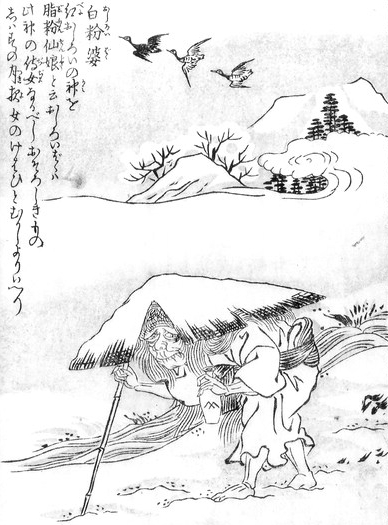
Oshiroibaba (白粉婆?, « sorcière de poudre de riz ») est une vieille femme, assistante de Jibun Senjō, l'esprit de la poudre de riz. Elle marche dans la neige durant le douzième mois du calendrier lunaire, portant un démesuré chapeau sugegasa[12].
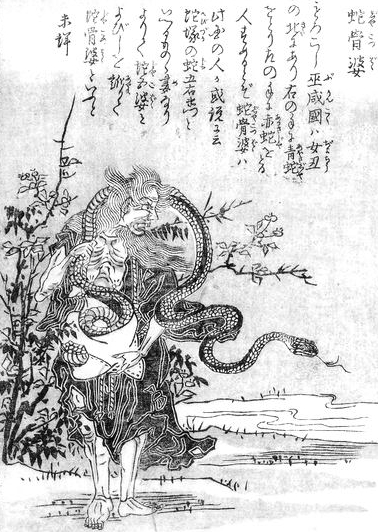
Jakotsubaba (蛇骨婆?, « sorcière os de serpent ») est une vieille femme qui porte un serpent rouge dans sa main gauche et un serpent bleu dans la droite. Elle garde une certaine « butte à serpent », peut-être parce qu'elle est la femme d'un monstrueux serpent appelé « Jagoemon » qui y est scellé[13].
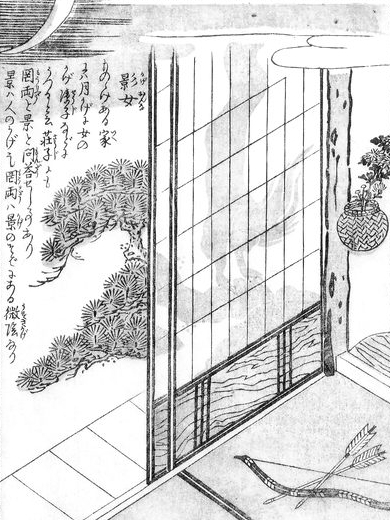
Kageonna (影女?, « femme ombre ») est l'ombre d'une femme projetée par la lumière de la lune sur la porte coulissante en papier de la maison où vit un mononoke[14].
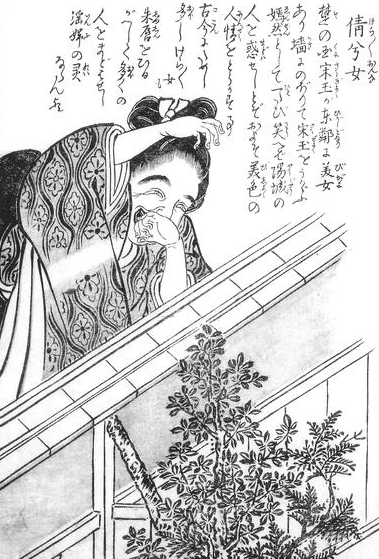
Kerakeraonna (倩兮女?)
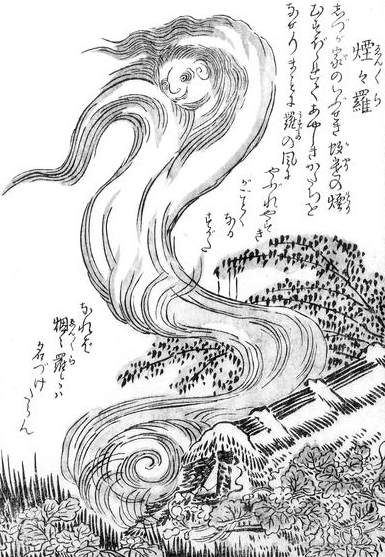
Enenra (烟々羅?) est un esprit fait de fumée qui s'élève hors d'une maison[15].

### Deuxième volume:Brume

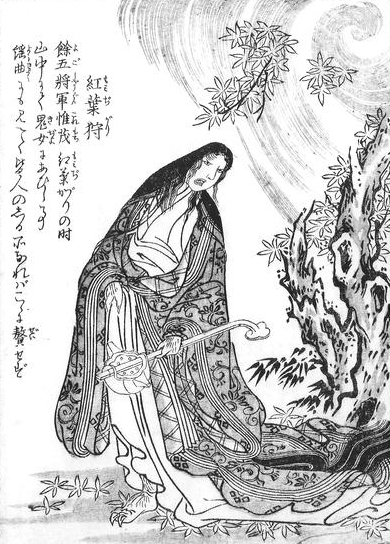
Momijigari (紅葉狩?) est la femme-démon du mont Togakushi[16].
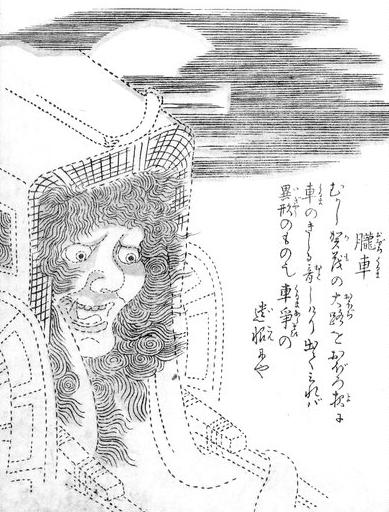
Oboroguruma (朧車?) est un char à bœufs avec un énorme visage humain sur le front qui apparaît les brumeuses nuits de pleine lune à Kyoto[17].
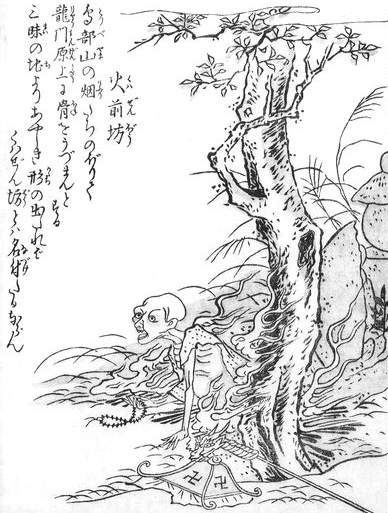
Kazenbō (火前坊?) est le fantôme d'un moine brûlé qui apparaît sur le mont Toribe près de Kyoto[18].
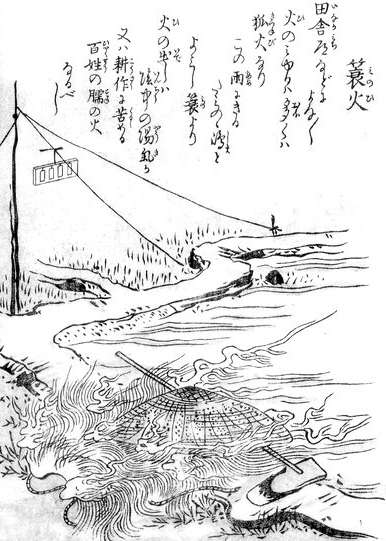
Minobi (蓑火?).
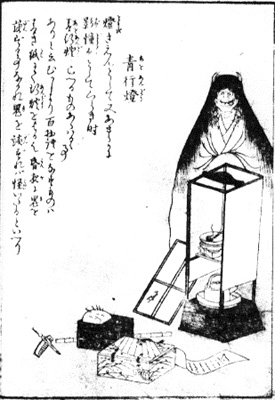
Aoandon (青行燈?)
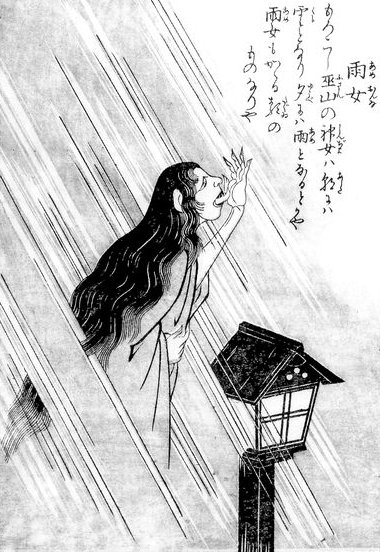
Ameonna (雨女?)
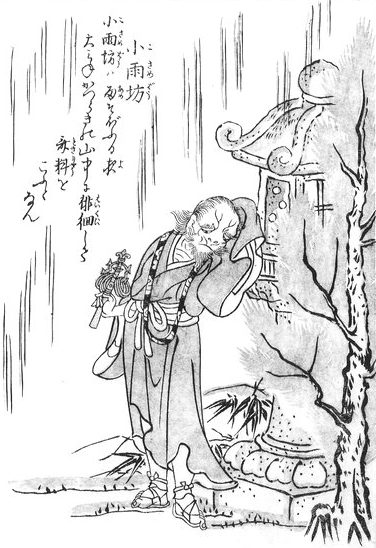
Kosamebō (小雨坊?)
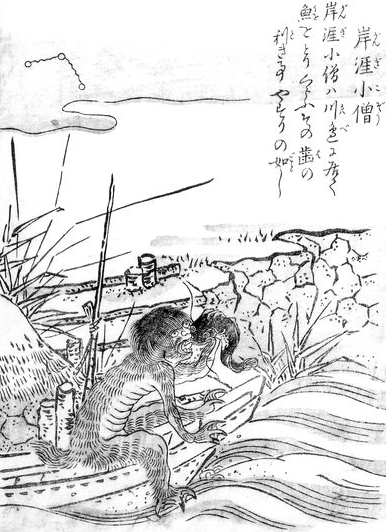
Gangikozō (岸涯小僧?)
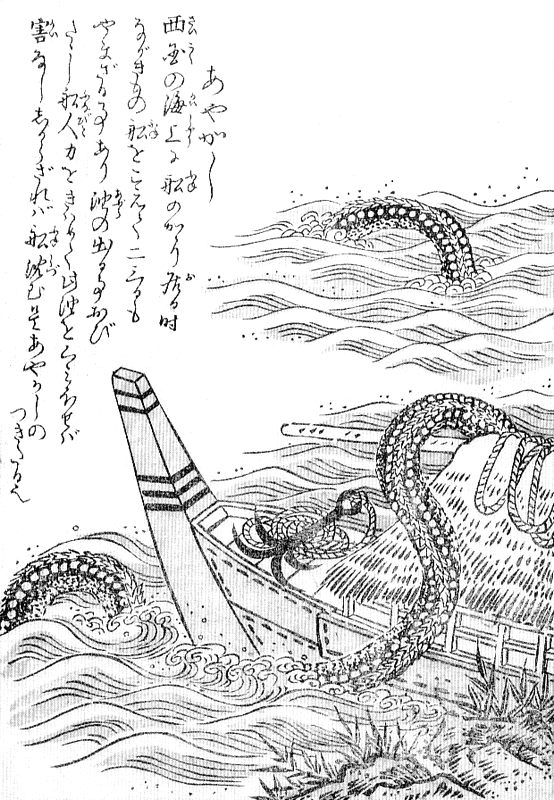
Ayakashi (あやかし?)
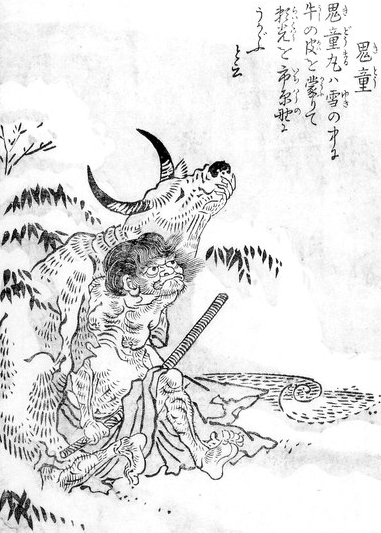
Kidō (鬼童?)
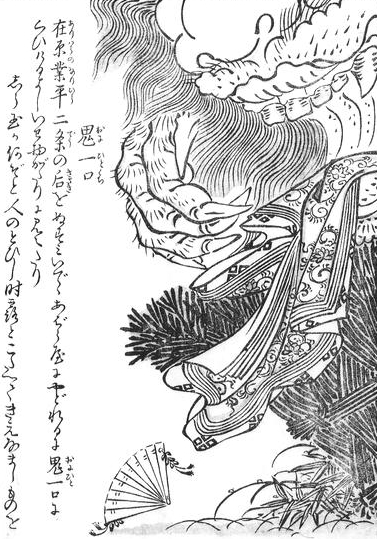
Onihitokuchi (鬼一口?)
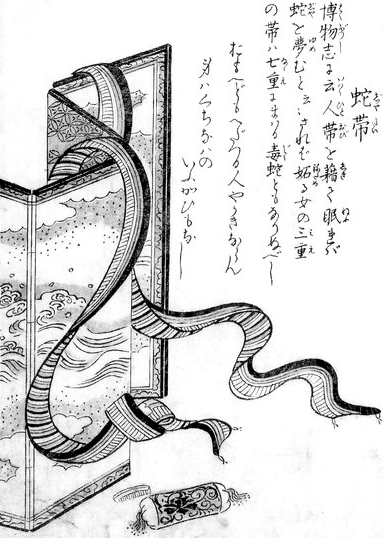
Jatai (蛇帯?)
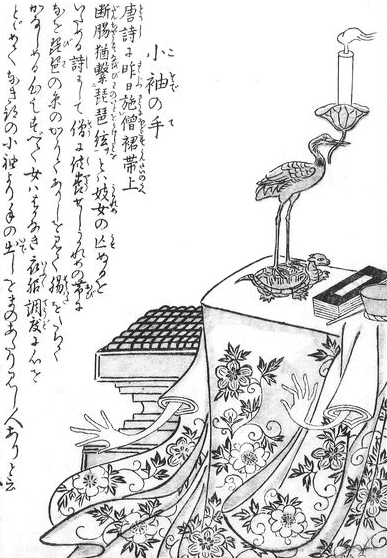
Kosodenote (小袖の手?)
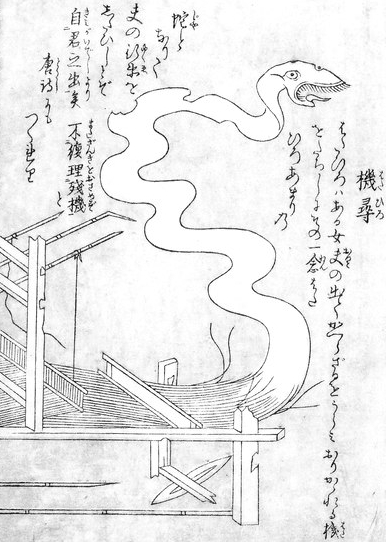
Hatahiro (機尋?)
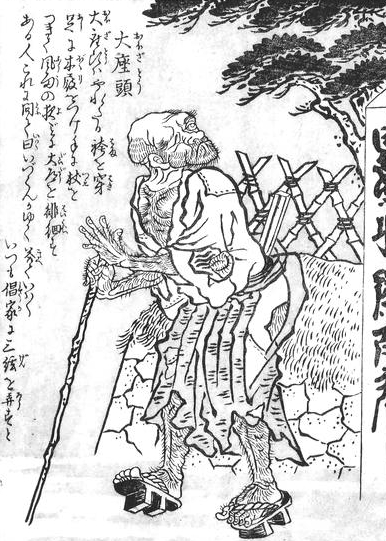
Ōzatō (大座頭?)
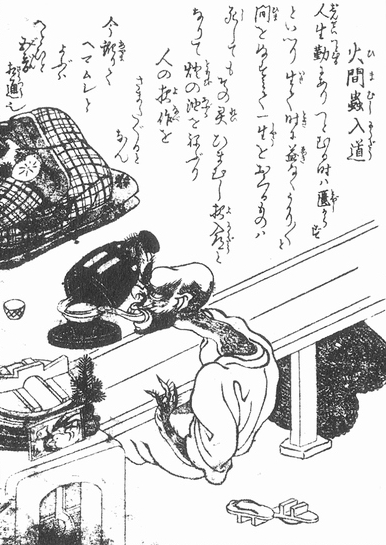
Himamushinyūdō (火間蟲入道?)
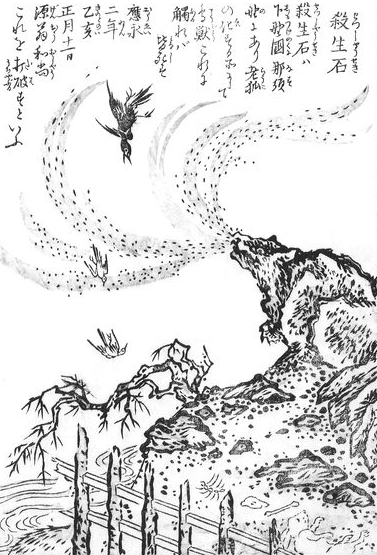
Sesshōseki (殺生石?)
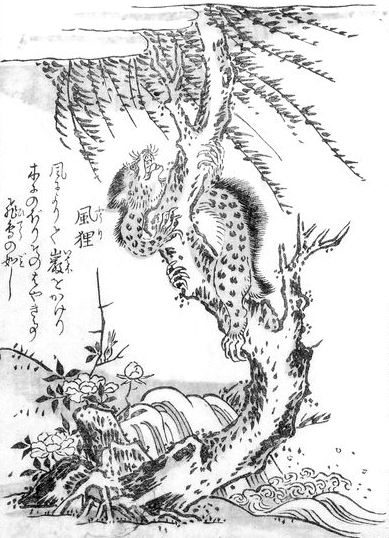
Fūri (風狸?)
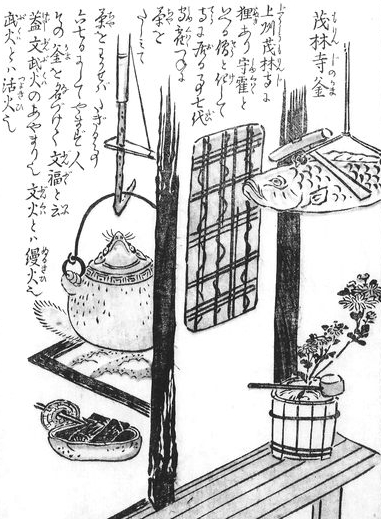
Morinjinokama (茂林寺釜?)

### Troisième volume:Pluie

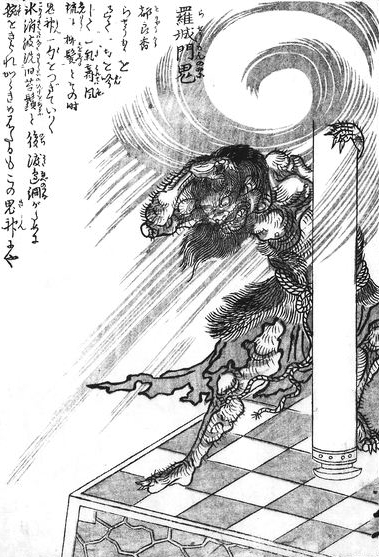
Rashōmon-no-oni' (oni de Rashōmon, 羅城門鬼)
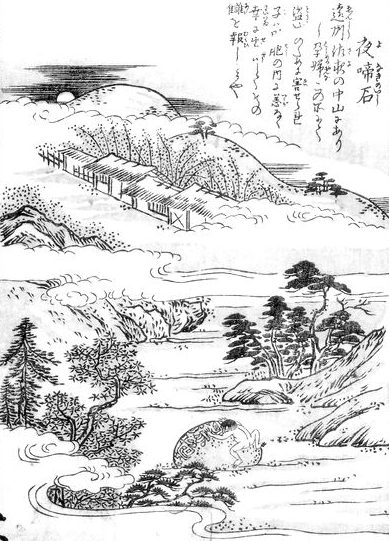
Yonakinoishi (夜啼石?)
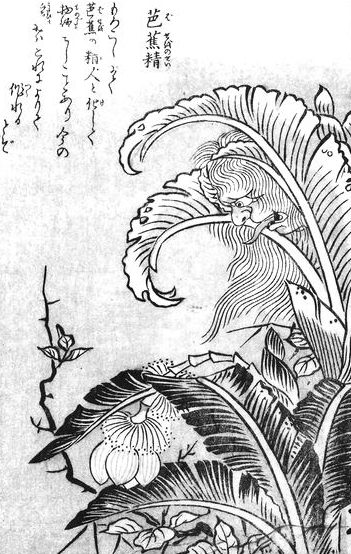
Bashōnosei (芭蕉精?)
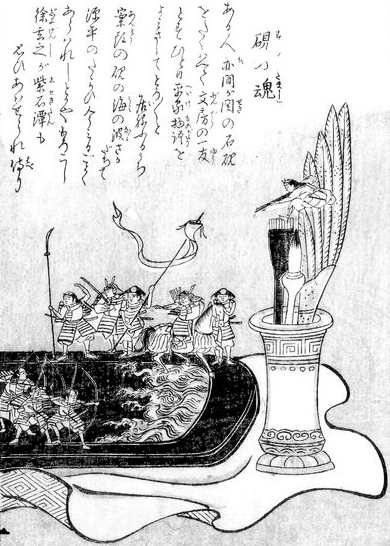
Suzuri-no-tamashii (硯の魂?)
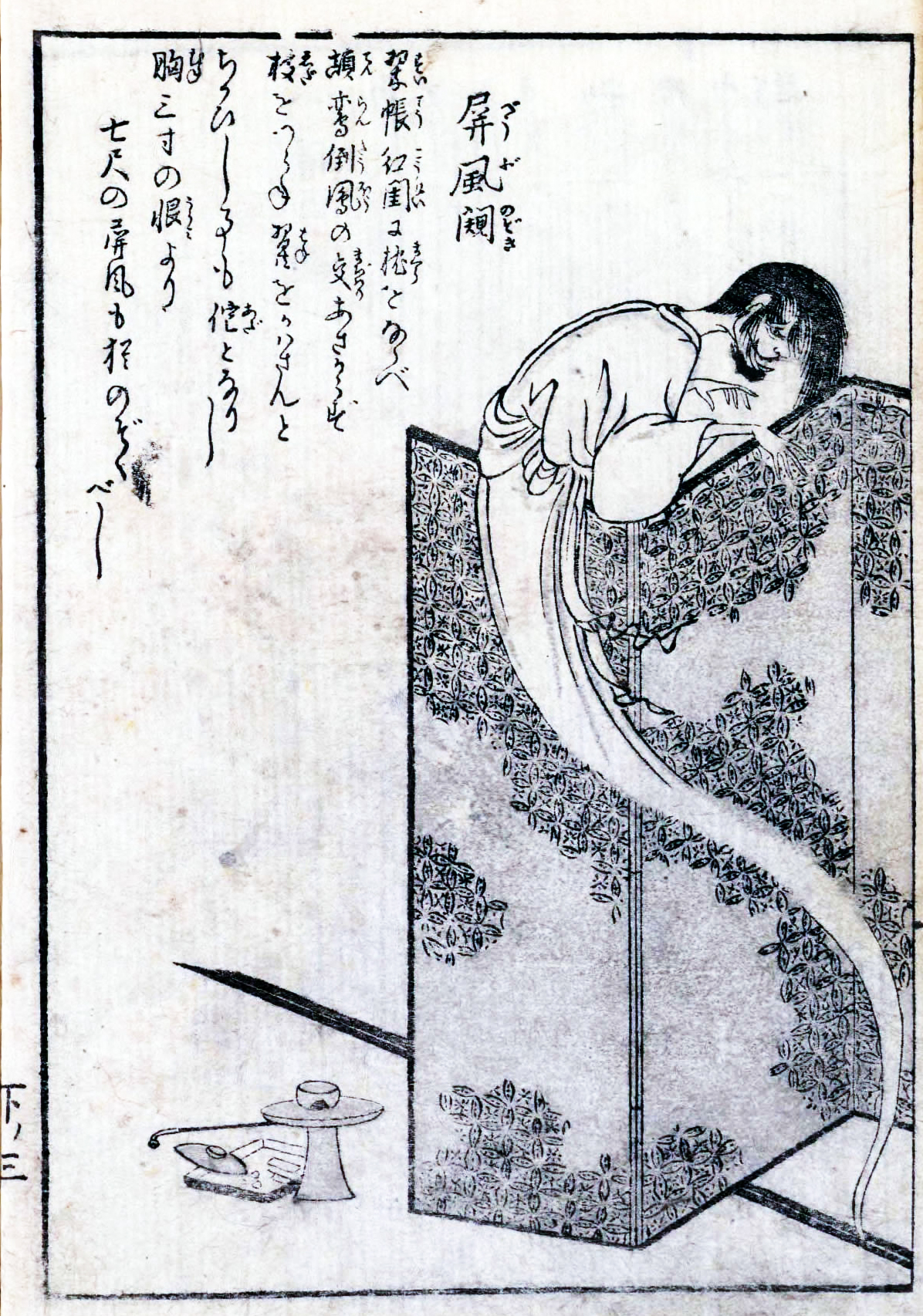
Byōbunozoki (屏風覗?)
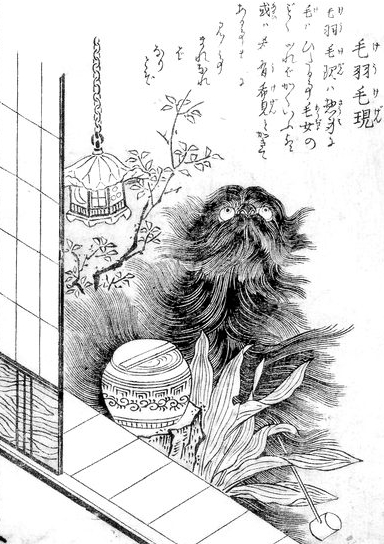
Keukegen
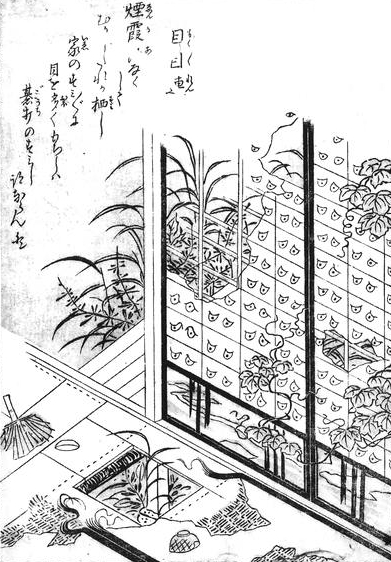
Mokumokuren
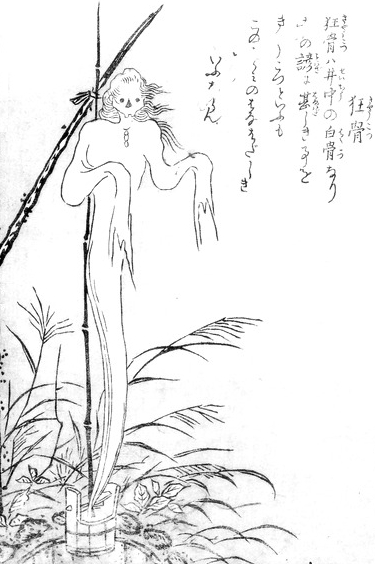
Kyōkotsu (狂骨?)
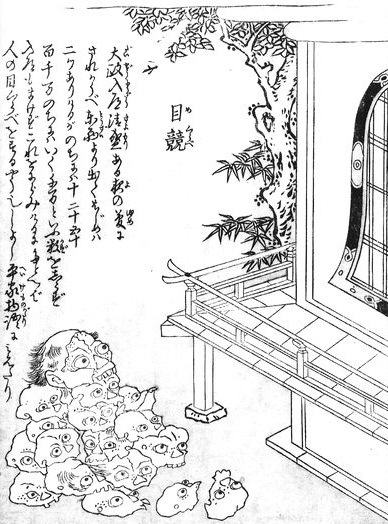
Mekurabe (目競?)
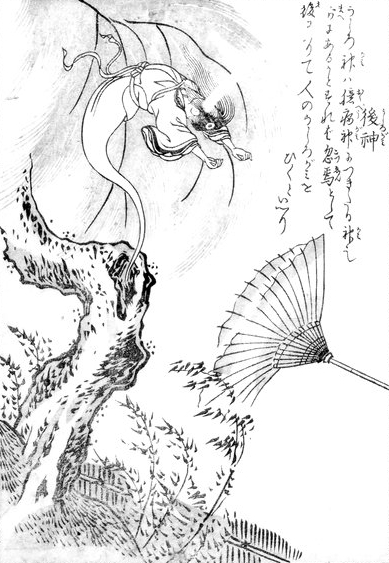
Ushirogami (後神?)
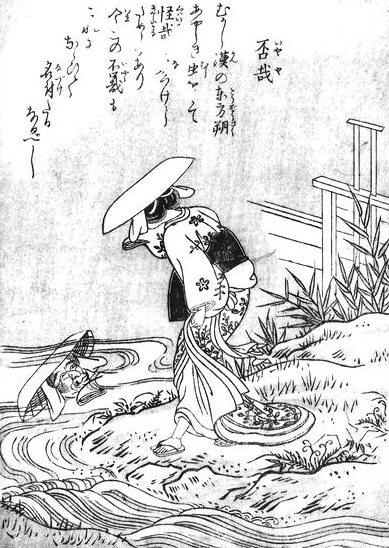
Iyaya (否哉?)
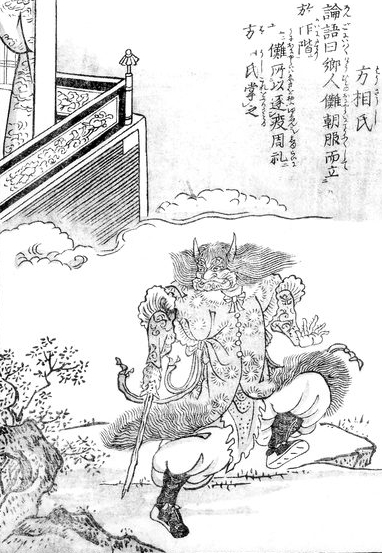
Hōsōshi (方相氏?)
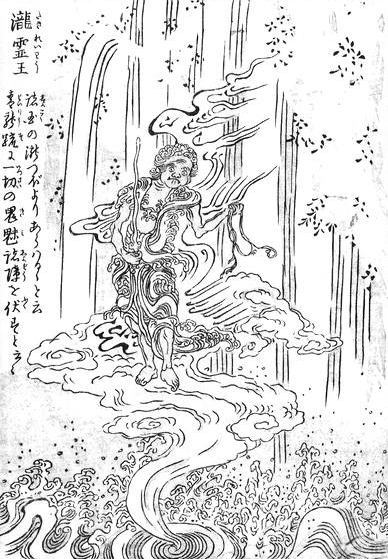
Takirei-ō (滝霊王?)
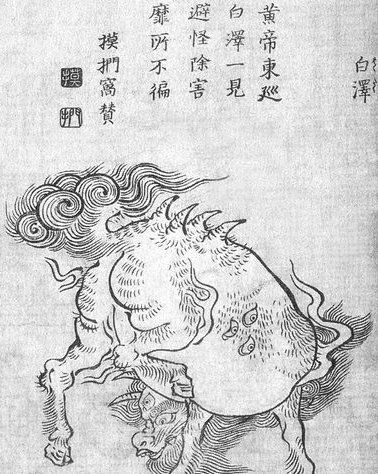
Hakutaku
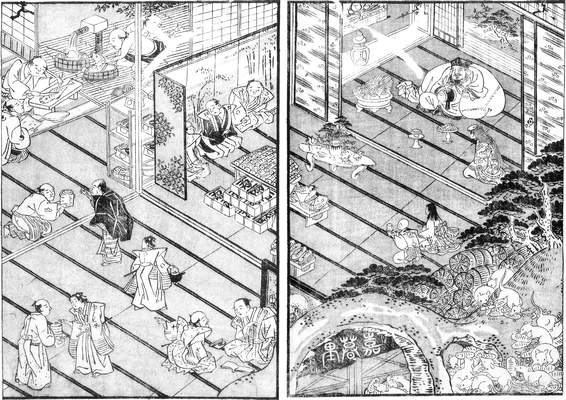
Kakurezato (隠里?)

## Source de la traduction
- (en) Cet article est partiellement ou en totalité issu de l’article de Wikipédia en anglais intitulé « Konjaku Hyakki Shūi » (voir la liste des auteurs).